# Sahih Bukharí
El Sahih al-Bukharí (àrab: صحيح البخاري, Ṣaḥīḥ al-Buẖārī) és un dels sis reculls canònics de hadits (relats transmesos per tradició oral sobre la vida del profeta Muhàmmad) de l'islam sunnita. Aquestes tradicions profètiques van ser recollides per l'erudit musulmà persa Muhàmmad ibn Ismaïl al-Bukharí (810-870) uns 200 anys després de la mort del Profeta. La majoria de sunnites consideren que es tracta del recull de hadits més fiable i «del llibre més autèntic després de l'Alcorà» (el mot àrab sahih vol dir ‘autèntic’ o ‘correcte’).

## Contingut
Conté uns 2.600 hadits, ordenats temàticament en 98 llibres. Molts hi són repetits, ja que molts tracten diversos temes, de forma que estrictament es llisten, consecutivament, 7.563 hadits. Els temes tractats són molt diversos: la revelació alcorànica, les hores o la crida de les pregàries, les peregrinacions major i menor, els deutes, la distribució d'aigua, la manumissió dels esclaus, els testaments, els impostos, la Creació, els profetes, el menjar, les bones maneres, la interpretació dels somnis, la Unicitat de Déu etc.

## Mètode
Com que els hadits es van transmetre inicialment de forma exclusivament oral, de ben d'hora els musulmans es van adonar que un mateix fet o una mateixa conversa del profeta Muhàmmad es transmetia amb diferències que podien arribar a canviar-ne el sentit o que dos hadits podien contradir-se totalment. També s'adonaren que, atesa la importància donada als hadits, de forma més o menys voluntària, n'havien aparegut de clarament falsos. És per això que els erudits musulmans desenvoluparen un mètode per intentar certificar l'autenticitat dels hadits mitjançant l'estudi de la cadena de narradors i transmissors dels hadits i així classificar-los segons la qualitat de la seva veracitat. En aquest sentit, l'imam al-Bukharí va imposar quatre condicions d'obligat compliment a tots els narradors (els que transmeten de generació en generació els hadits oralment) i testimonis (els que havien presenciat els fets i dits narrats pels hadits) de la cadena de transmissió d'un hadit per tal d'acceptar-lo al seu recull. Les tres primeres ja eren habituals, però la quarta fou una aportació personal d'al-Bukharí i la que augmenta el valor dels hadits recollits a la seva obra.
1. Tots els narradors de la cadena han de ser justos (adl)
2. Tots els narradors de la cadena han de posseir una memòria potent i tots els muhàddiths (els estudiosos dels hadits) que posseeixen un gran coneixement dels hadits han d'estar d'acord sobre l'habilitat dels narradors per aprendre i memoritzar, així com les seves tècniques per obtenir la informació.
3. La cadena ha de ser completa sense cap narrador perdut.
4. Cal tenir la certesa que els narradors consecutius d'una mateixa cadena es van conèixer l'un a l'altre personalment.

El compliment d'aquests quatre criteris converteix un hadit en «autèntic», sahih en la terminologia de la ciència dels hadits i, per tant, en extremadament fiable. Per això el recull d'al-Bukharí s'ha guanyat l'estatus, entre els musulmans, de ser el llibre més autèntic després de l'Alcorà.

## Edicions
- البخاري [al-Bukharí]. صحيح البخاري [Sahih Bukharí] (en àrab i anglès). Traducció: M. Muhsin Khan.  Sunnah.com Mission.